# Tadeusz Chudecki
Tadeusz Chudecki, né le 19 août 1958 à Szczecin (Poméranie-Occidentale), est un acteur polonais. Il est également un grand amateur de voyages internationaux.

## Biographie
Tadeusz Chudecki fait de 1976 à 1981 des études d'acteur à l'École nationale supérieure de théâtre de Varsovie. Il entre en 1982 dans la troupe du Théâtre Ateneum, où il reste jusqu'en 1988, tout en continuant à jouer au cinéma et à la télévision, ce qu'il avait commencé avant même l'obtention de son diplôme.

## Filmographie
- 1979 : Godzina 'W' (d) - Kędzierzawy
- 1980 : Zrzędność i przekora (émission de télévision) - un laquais
- 1980 : Urodziny młodego warszawiaka (d) - Krzysztof, camarade de Jerzy
- 1980 : Dom (d) - le garçon à la campagne qui bat Raymond (épisode 1)
- 1980 : Burza (émission de télévision) - le garçon de la cave à vin
- 1981 : La Grande course (Wielki Bieg) (d) - Janek Druciarek
- 1981 : Przedwiośnie (émission de télévision) - Stangret
- 1981 : Hymn do miłości ojczyzny (émission de télévision) - un garçon
- 1981 : Bądź mi opoką (émission de télévision) - Jan
- 1982 : Popielec (d) - Beblok (episodes 1-6)
- 1982 : Sur les bords de l'Issa - Domcio Malinowski
- 1983 : Planeta krawiec (La Planète du tailleur) (d) - Wojtek, un patient à l'hôpital
- 1983 : Na straży swej stać będę (d) - Orlik
- 1984 : W starym dworku czyli niepodleglosc trójkatów (d) - Tadzio
- 1984 : Trzy stopy nad ziemią (Trois pieds au-dessus de la terre) (d) - le mineur Gienio
- 1984 : Lawina (L'Avalanche) (d) - Grzegorz Fitelberg
- 1985 : Zrzutka (etiuda szkolna) - Marcin
- 1985 : Wkrótce nadejdą bracia - le petit
- 1985 : Kronika wypadków - le prêtre (épisode « Przez dotyk »)
- 1985 : C.K. Dezerterzy (d) - l'ordonnance du capitaine Wagner
- 1986 : Zdarzenie (etiuda szkolna) - un témoin de l'accident
- 1986 : Pies na środku drogi - le propriétaire d'un chien
- 1986 : Gra miłości i śmierci (émission de télévision) - Horacy
- 1986 : Czupurek (émission de télévision) - Czupurek
- 1988 : Skrzypce Rotszylda - un voleur
- 1990 : Wieczernik (émission de télévision) - un élève
- 1992 : Kamyczek - l'ambulancier
- 1994 : Na razie wporządku, mamo! (émission de télévision) - un détective
- 1999 : Płacz i kwicz - un paysan
- 2000 : Duża przerwa - Soplica (odc. 1-2, 6, 8, 12-13, 16)
- 2003 : Bao-Bab, czyli zielono mi (en) - l'aspirant Zdzisław Snopek
- 2004 : Polskie miłości - le contremaître de Komos (épisode « Cudownie ocalony »)
- 2005 : Dziki 2: Pojedynek - le facteur (épisodes 1-2, 7-10)
- 2007-2012 : M jak miłość - Henio Wojciechowski
- 2007 : Hela w opałach - Stanisław Złoty (épisode 34)
- 2007 : Ekipa - Potulski, poseł PBC (épisodes 2, 6-7, 11)
- 2008 : Daleko od noszy - le détective (épisode 165)
- 2008 : 39 i pół - dozorca władzio (épisodes -6-8, 13, 15, 21, 23)
- 2009 : Siostry - père Walenty (épisodes 1-9, 11-13)
- 2009 : Na dobre i na złe (en) - Stanisław Ducik (épisodes 373-374)
- 2010 : Wierność (émission de télévision) - père Jan Sochoń
- 2010 : Belcanto - Nikodem Wycech, le directeur de la boulangerie
- 2011 : Układ warszawski - le conservateur de musée (épisode 1)
- 2011 : Ojciec Mateusz - Janusz Wejchert (épisode 92)
- 2011 : Och, Karol 2 - le chauffeur de taxi
- 2013 : Wszystko przez nami - le cuisinier Marco (épisodes 1-2, 84-90, 93, 95-99)
- 2013 : Czas honoru (en) - le paysan Paszkowski (épisode 66, 71, 73)
- 2014 : Insurrection (Miasto 44) - le chef de Wedel
- 2014 : Komisarz Alex (d) - Witkowski (épisode 61)
- 2014-2016 : Barwy szczęścia (en) - Gabriel Nowak
- 2015 : Zakład doświadczalny Solidarność (émission de télévision) - le chauffeur Edek
- 2015 : Chemia - le gynécologue
- 2017 : Pod wspólnym niebem (d) - le concierge Paweł Nowopolski / l'agent de sécurité Gaweł Nowopolski (épisodes 1, 3-5, 8-9, 11-12)
- 2017 : Ojciec Mateusz - Mgr Ludwik (épisode 238)
- 2017 : O mnie sie nie martw (d) - le copain de Bruno Małecki (épisode 68)
- 2017 : Two Crowns (d) - l'évêque
- 2017 : Druga Szansa (d) - le mari d'Irena Florczyk (épisode 8 saison IV)
- 2017 : Brat naszego Boga (émission de télévision) - le SDF
- 2018 : Ślad (d) - Waldemar Anszewski, le père de Żaneta (épisode 25)
- 2018 : Prymas Hlond (émission de télévision) - le nonce apostolique Filippo Cortesi
- 2018-2019 : The Crown of the Kings (en) (Korona królów) - le trésorier
- 2019 : Polityka (d) - Tadeusz, le mari de la Première ministre
- 2019 : Faustine, apôtre de la miséricorde (Miłość i miłosierdzie) - le cardinal Ottaviani
- 2020 : Reporterzy. Z życia wzięte - le rédacteur en chef Andrzej Kaczorowski
- 2020 : Osiecka (d)- le médecin (odc. 13)
- depuis 2020 : Klan - Gustaw Kowalski, pédiatre et allergologue ; ancien ami du docteur Tadeusz Koziełło et d'Anna Surmacz (à partir de l'épisode 3729)
- depuis 2021 : 48h. Zaginieni[3],[4]

## Livres
Tadeusz Chudecki est un grand voyageur qui a parcouru tous les continents. Il aime faire des conférences pour le grand public et a publié quelques livres de conseils pour mieux voyager, notamment :
- Wspaniałe podróże na każdą kieszeń, czyli Europa za 100 euro, éditions Publicat (pl), Poznań, 2009
- Dalej w drogę. Łatwe i tanie podróżowanie po Europie, czyli wszystko, co turysta wiedzieć powinien, éditions Publicat, Poznań, 2011
- Dekalog za kulisami – entretien du père Bartłomiej Król avec Tadeusz Chudecki, 2011
- Historia jednej podróży: Azja”, éditions Publicat, Poznań, 2014
- Grecja. Subiektywny przewodnik czyli jak przechytrzyć Greka, 2023[5]